# Lijst van planetoïden 29001-29100
Dit is een lijst van planetoïden 29001-29100. Voor de volledige lijst zie de lijst van planetoïden.
| Naam             | Voorlopige naamgeving | Datum ontdekking  | Ontdekker                                              |
| ---------------- | --------------------- | ----------------- | ------------------------------------------------------ |
| (29001) -        | 2615 P-L              | 24 september 1960 | C. J. van Houten, I. van Houten-Groeneveld, T. Gehrels |
| (29002) -        | 2708 P-L              | 24 september 1960 | C. J. van Houten, I. van Houten-Groeneveld, T. Gehrels |
| (29003) -        | 2760 P-L              | 24 september 1960 | C. J. van Houten, I. van Houten-Groeneveld, T. Gehrels |
| (29004) -        | 2767 P-L              | 24 september 1960 | C. J. van Houten, I. van Houten-Groeneveld, T. Gehrels |
| (29005) -        | 2784 P-L              | 24 september 1960 | C. J. van Houten, I. van Houten-Groeneveld, T. Gehrels |
| (29006) -        | 3091 P-L              | 24 september 1960 | C. J. van Houten, I. van Houten-Groeneveld, T. Gehrels |
| (29007) -        | 4022 P-L              | 24 september 1960 | C. J. van Houten, I. van Houten-Groeneveld, T. Gehrels |
| (29008) -        | 4044 P-L              | 24 september 1960 | C. J. van Houten, I. van Houten-Groeneveld, T. Gehrels |
| (29009) -        | 4074 P-L              | 24 september 1960 | C. J. van Houten, I. van Houten-Groeneveld, T. Gehrels |
| (29010) -        | 4100 P-L              | 24 september 1960 | C. J. van Houten, I. van Houten-Groeneveld, T. Gehrels |
| (29011) -        | 4184 P-L              | 24 september 1960 | C. J. van Houten, I. van Houten-Groeneveld, T. Gehrels |
| (29012) -        | 4285 P-L              | 24 september 1960 | C. J. van Houten, I. van Houten-Groeneveld, T. Gehrels |
| (29013) -        | 4291 P-L              | 24 september 1960 | C. J. van Houten, I. van Houten-Groeneveld, T. Gehrels |
| (29014) -        | 4536 P-L              | 24 september 1960 | C. J. van Houten, I. van Houten-Groeneveld, T. Gehrels |
| (29015) -        | 4544 P-L              | 24 september 1960 | C. J. van Houten, I. van Houten-Groeneveld, T. Gehrels |
| (29016) -        | 4591 P-L              | 24 september 1960 | C. J. van Houten, I. van Houten-Groeneveld, T. Gehrels |
| (29017) -        | 4601 P-L              | 24 september 1960 | C. J. van Houten, I. van Houten-Groeneveld, T. Gehrels |
| (29018) -        | 6062 P-L              | 24 september 1960 | C. J. van Houten, I. van Houten-Groeneveld, T. Gehrels |
| (29019) -        | 6095 P-L              | 24 september 1960 | C. J. van Houten, I. van Houten-Groeneveld, T. Gehrels |
| (29020) -        | 6274 P-L              | 24 september 1960 | C. J. van Houten, I. van Houten-Groeneveld, T. Gehrels |
| (29021) -        | 6613 P-L              | 24 september 1960 | C. J. van Houten, I. van Houten-Groeneveld, T. Gehrels |
| (29022) -        | 6630 P-L              | 24 september 1960 | C. J. van Houten, I. van Houten-Groeneveld, T. Gehrels |
| (29023) -        | 6667 P-L              | 24 september 1960 | C. J. van Houten, I. van Houten-Groeneveld, T. Gehrels |
| (29024) -        | 6685 P-L              | 24 september 1960 | C. J. van Houten, I. van Houten-Groeneveld, T. Gehrels |
| (29025) -        | 6710 P-L              | 24 september 1960 | C. J. van Houten, I. van Houten-Groeneveld, T. Gehrels |
| (29026) -        | 6774 P-L              | 24 september 1960 | C. J. van Houten, I. van Houten-Groeneveld, T. Gehrels |
| (29027) -        | 7587 P-L              | 17 oktober 1960   | C. J. van Houten, I. van Houten-Groeneveld, T. Gehrels |
| (29028) -        | 9097 P-L              | 17 oktober 1960   | C. J. van Houten, I. van Houten-Groeneveld, T. Gehrels |
| (29029) -        | 9549 P-L              | 17 oktober 1960   | C. J. van Houten, I. van Houten-Groeneveld, T. Gehrels |
| (29030) -        | 1034 T-1              | 25 maart 1971     | C. J. van Houten, I. van Houten-Groeneveld, T. Gehrels |
| (29031) -        | 1132 T-1              | 25 maart 1971     | C. J. van Houten, I. van Houten-Groeneveld, T. Gehrels |
| (29032) -        | 2059 T-1              | 25 maart 1971     | C. J. van Houten, I. van Houten-Groeneveld, T. Gehrels |
| (29033) -        | 2085 T-1              | 25 maart 1971     | C. J. van Houten, I. van Houten-Groeneveld, T. Gehrels |
| (29034) -        | 2149 T-1              | 25 maart 1971     | C. J. van Houten, I. van Houten-Groeneveld, T. Gehrels |
| (29035) -        | 2214 T-1              | 25 maart 1971     | C. J. van Houten, I. van Houten-Groeneveld, T. Gehrels |
| (29036) -        | 3075 T-1              | 26 maart 1971     | C. J. van Houten, I. van Houten-Groeneveld, T. Gehrels |
| (29037) -        | 3165 T-1              | 26 maart 1971     | C. J. van Houten, I. van Houten-Groeneveld, T. Gehrels |
| (29038) -        | 4030 T-1              | 26 maart 1971     | C. J. van Houten, I. van Houten-Groeneveld, T. Gehrels |
| (29039) -        | 4514 T-1              | 13 mei 1971       | C. J. van Houten, I. van Houten-Groeneveld, T. Gehrels |
| (29040) -        | 1002 T-2              | 29 september 1973 | C. J. van Houten, I. van Houten-Groeneveld, T. Gehrels |
| (29041) -        | 1050 T-2              | 29 september 1973 | C. J. van Houten, I. van Houten-Groeneveld, T. Gehrels |
| (29042) -        | 1426 T-2              | 29 september 1973 | C. J. van Houten, I. van Houten-Groeneveld, T. Gehrels |
| (29043) -        | 2024 T-2              | 29 september 1973 | C. J. van Houten, I. van Houten-Groeneveld, T. Gehrels |
| (29044) -        | 2154 T-2              | 29 september 1973 | C. J. van Houten, I. van Houten-Groeneveld, T. Gehrels |
| (29045) -        | 2255 T-2              | 29 september 1973 | C. J. van Houten, I. van Houten-Groeneveld, T. Gehrels |
| (29046) -        | 2268 T-2              | 29 september 1973 | C. J. van Houten, I. van Houten-Groeneveld, T. Gehrels |
| (29047) -        | 2278 T-2              | 29 september 1973 | C. J. van Houten, I. van Houten-Groeneveld, T. Gehrels |
| (29048) -        | 3069 T-2              | 30 september 1973 | C. J. van Houten, I. van Houten-Groeneveld, T. Gehrels |
| (29049) -        | 3083 T-2              | 30 september 1973 | C. J. van Houten, I. van Houten-Groeneveld, T. Gehrels |
| (29050) -        | 3333 T-2              | 25 september 1973 | C. J. van Houten, I. van Houten-Groeneveld, T. Gehrels |
| (29051) -        | 4212 T-2              | 29 september 1973 | C. J. van Houten, I. van Houten-Groeneveld, T. Gehrels |
| (29052) -        | 4258 T-2              | 29 september 1973 | C. J. van Houten, I. van Houten-Groeneveld, T. Gehrels |
| (29053) Muskau   | 4466 T-2              | 30 september 1973 | C. J. van Houten, I. van Houten-Groeneveld, T. Gehrels |
| (29054) -        | 5097 T-2              | 25 september 1973 | C. J. van Houten, I. van Houten-Groeneveld, T. Gehrels |
| (29055) -        | 5118 T-2              | 25 september 1973 | C. J. van Houten, I. van Houten-Groeneveld, T. Gehrels |
| (29056) -        | 1055 T-3              | 17 oktober 1977   | C. J. van Houten, I. van Houten-Groeneveld, T. Gehrels |
| (29057) -        | 1083 T-3              | 17 oktober 1977   | C. J. van Houten, I. van Houten-Groeneveld, T. Gehrels |
| (29058) -        | 2077 T-3              | 16 oktober 1977   | C. J. van Houten, I. van Houten-Groeneveld, T. Gehrels |
| (29059) -        | 2151 T-3              | 16 oktober 1977   | C. J. van Houten, I. van Houten-Groeneveld, T. Gehrels |
| (29060) -        | 2157 T-3              | 16 oktober 1977   | C. J. van Houten, I. van Houten-Groeneveld, T. Gehrels |
| (29061) -        | 2193 T-3              | 16 oktober 1977   | C. J. van Houten, I. van Houten-Groeneveld, T. Gehrels |
| (29062) -        | 2324 T-3              | 16 oktober 1977   | C. J. van Houten, I. van Houten-Groeneveld, T. Gehrels |
| (29063) -        | 2369 T-3              | 16 oktober 1977   | C. J. van Houten, I. van Houten-Groeneveld, T. Gehrels |
| (29064) -        | 3129 T-3              | 16 oktober 1977   | C. J. van Houten, I. van Houten-Groeneveld, T. Gehrels |
| (29065) -        | 3447 T-3              | 16 oktober 1977   | C. J. van Houten, I. van Houten-Groeneveld, T. Gehrels |
| (29066) -        | 3527 T-3              | 16 oktober 1977   | C. J. van Houten, I. van Houten-Groeneveld, T. Gehrels |
| (29067) -        | 3856 T-3              | 16 oktober 1977   | C. J. van Houten, I. van Houten-Groeneveld, T. Gehrels |
| (29068) -        | 4234 T-3              | 16 oktober 1977   | C. J. van Houten, I. van Houten-Groeneveld, T. Gehrels |
| (29069) -        | 4310 T-3              | 16 oktober 1977   | C. J. van Houten, I. van Houten-Groeneveld, T. Gehrels |
| (29070) -        | 4316 T-3              | 16 oktober 1977   | C. J. van Houten, I. van Houten-Groeneveld, T. Gehrels |
| (29071) -        | 5048 T-3              | 16 oktober 1977   | C. J. van Houten, I. van Houten-Groeneveld, T. Gehrels |
| (29072) -        | 5089 T-3              | 16 oktober 1977   | C. J. van Houten, I. van Houten-Groeneveld, T. Gehrels |
| (29073) -        | 5130 T-3              | 16 oktober 1977   | C. J. van Houten, I. van Houten-Groeneveld, T. Gehrels |
| (29074) -        | 5160 T-3              | 16 oktober 1977   | C. J. van Houten, I. van Houten-Groeneveld, T. Gehrels |
| 29075 -          | 1950 DA               | 22 februari 1950  | C. A. Wirtanen                                         |
| (29076) -        | 1972 TR8              | 4 oktober 1972    | L. Kohoutek                                            |
| (29077) -        | 1975 SR               | 30 september 1975 | S. J. Bus                                              |
| (29078) -        | 1975 SX1              | 30 september 1975 | S. J. Bus                                              |
| (29079) -        | 1975 XD               | 1 december 1975   | C. Torres, S. Barros                                   |
| (29080) -        | 1978 RK               | 1 september 1978  | N. S. Chernykh                                         |
| (29081) -        | 1978 SC5              | 27 september 1978 | L. I. Chernykh                                         |
| (29082) -        | 1978 VG9              | 7 november 1978   | E. F. Helin, S. J. Bus                                 |
| (29083) -        | 1979 MG3              | 25 juni 1979      | E. F. Helin, S. J. Bus                                 |
| (29084) -        | 1979 MD7              | 25 juni 1979      | E. F. Helin, S. J. Bus                                 |
| (29085) Sethanne | 1979 SD               | 17 september 1979 | Harvard Observatory                                    |
| (29086) -        | 1980 PY2              | 4 augustus 1980   | Royal Observatory Edinburgh                            |
| (29087) -        | 1980 VW2              | 1 november 1980   | S. J. Bus                                              |
| (29088) -        | 1981 DR2              | 28 februari 1981  | S. J. Bus                                              |
| (29089) -        | 1981 DD3              | 28 februari 1981  | S. J. Bus                                              |
| (29090) -        | 1981 EY3              | 2 maart 1981      | S. J. Bus                                              |
| (29091) -        | 1981 EF8              | 1 maart 1981      | S. J. Bus                                              |
| (29092) -        | 1981 EL10             | 1 maart 1981      | S. J. Bus                                              |
| (29093) -        | 1981 EQ10             | 1 maart 1981      | S. J. Bus                                              |
| (29094) -        | 1981 ED11             | 1 maart 1981      | S. J. Bus                                              |
| (29095) -        | 1981 EK11             | 7 maart 1981      | S. J. Bus                                              |
| (29096) -        | 1981 EW11             | 7 maart 1981      | S. J. Bus                                              |
| (29097) -        | 1981 EC12             | 1 maart 1981      | S. J. Bus                                              |
| (29098) -        | 1981 EN16             | 6 maart 1981      | S. J. Bus                                              |
| (29099) -        | 1981 EQ16             | 6 maart 1981      | S. J. Bus                                              |
| (29100) -        | 1981 EE18             | 2 maart 1981      | S. J. Bus                                              |